# Croix de Lavans-Vuillafans
La Croix de Lavans-Vuillafans est une croix du XVIe siècle située sur la commune de Lavans-Vuillafans dans le département français du Doubs.

## Localisation
La croix est située au centre du village, à l'intersection de la route départementale 392 et de la rue Bernard Bez.

## Histoire
La croix date du XVIe siècle. Elle est classée au titre des monuments historiques depuis le 8 janvier 1936.

## Description
D'une hauteur de 3 mètres, le calvaire, en pierre de taille et en calcaire, représente le Christ en croix. D'après la tradition orale, ce calvaire protégeait les récoltes.